# European Bat lyssavirus 2
Европейский лизавирус летучей мыши 2 (EBLV-2) является одним из трех вирусоподобных агентов бешенства рода Лизавирус, обнаруженных у летучих мышей Добентона (Myotis daubentonii) в Великобритании. Произошли человеческие жертвы: натуралист Дэвид Макрей, которого укусила летучая мышь Добентона в Шотландии, заразился EBLV-2a и умер в ноябре 2002 года. Теперь следует предположить, что вирус присутствует у летучих мышей в Великобритании. Тестирование мертвых летучих мышей MAFF/DEFRA за последнее десятилетие показывает, что общая заболеваемость инфекцией, вероятно, будет очень низкой, хотя ограниченное тестирование живых летучих мышей Добентона на антитела предполагает, что воздействие EBLV-2 может быть более распространенным. Тем не менее укусы инфицированных летучих мышей привели к гибели людей, поэтому необходимо принять соответствующие меры предосторожности против заражения. Рекомендация Министерства здравоохранения заключается в том, что люди, регулярно имеющие дело с летучими мышами, должны быть вакцинированы против бешенства. В эту категорию включены все активные работники и надзиратели летучих мышей, а также те, кто регулярно принимает больных и раненых летучих мышей. Официальные природоохранные организации и Фонд охраны летучих мышей настоятельно призывают всех, кто участвует в работе с летучими мышами, обеспечить, чтобы они были полностью вакцинированы и регулярно получали усилители. С летучими мышами не должен обращаться никто, кто не получил этих прививок. Даже при полной вакцинации люди должны избегать укусов, надевая соответствующие перчатки, защищающие от укусов, при обращении с летучими мышами. Любой укус летучей мыши должен быть тщательно очищен водой с мылом, и следует проконсультироваться с вашим врачом о необходимости лечения после воздействия. Дополнительную информацию можно получить в SNCOs, Фонде по сохранению летучих мышей или Агентстве по охране здоровья (HPA) / Шотландском центре инфекций и гигиены окружающей среды (SCIEH).